# Thomas Orde-Lees
Thomas Hans Orde-Lees (Aachen, 23 de maio de 1877 – Wellington, 1 de dezembro de 1958) foi um dos membros da Expedição Transantártica Imperial liderada por Sir Ernest Shackleton entre 1914–1917, um pioneiro do campo do páraquedismo e um dos primeiros homens, não-japoneses, a subir ao Monte Fuji durante o Inverno de 1922. Pela sua participação na expedição de Shackleton, recebeu a Medalha Polar.
Orde-Lees estudou no Colégio de Marlborough, na Academia Naval Real, em Gosport e na Real Academia Militar de Sandhurst. Entrou para os Royal Marines, onde ascendeu ao posto de Tenente-General. Em 1900, foi colocado na China para participar no Levante dos boxers.